# Jarosław Pilarski
Jarosław Pilarski (ur. 31 lipca 1950 w Łodzi) – polski aktor filmowy oraz lektor radiowy i telewizyjny.
Dawniej często słyszany w Telewizji Polskiej, a także w Polonii 1, gdzie czytał japońskie seriale animowane Gigi La Trottola i W Królestwie Kalendarza.

## Filmografia
- 1981: Najdłuższa wojna nowoczesnej Europy (odc. 5)
- 1988: Pamięć i legenda – Włodzimierz Sokorski
- 1988: Gwiazda Piołun
- 1988: I skrzypce przestały grać
- 1992: Listopad
- 1993: 20 lat później

## Dubbing
- 1985: Mała księżniczka – James[1]
- 1990: Robin Hood – Mały John[1]
- 1990: Niezwykłe przygody pluszowych misiów[2]
- 1991: Podróż z zaczarowanym ołówkiem[2]

## Lektor telewizyjny

### Anime
- Gigi (Polonia 1)
- W Królestwie Kalendarza (Polonia 1)